# Lenka Chytilová
Lenka Chytilová (* 11. Mai 1952 in Hradec Králové) ist eine tschechische Dichterin und Übersetzerin.

## Leben
Lenka Chytilová besuchte zunächst bis 1970 das Gymnázium J. K. Tyla in ihrer Geburtsstadt Hradec Králové. Im Anschluss studierte sie Tschechisch und Deutsch an der Masaryk-Universität (UJEP) in Brünn. 1975 schloss sie das Studium mit einer Diplomarbeit über den Lyriker Paul Celan ab. Danach arbeitete sie als Herausgeberin von Gedichten für den Verlag Kruh in Hradec Králové, der auf die Region Ostböhmen spezialisiert war, d. h. Sachbücher mit Bezug zu der Region sowie Belletristik ostböhmischer Autoren veröffentlichte. 1989 wurde sie aus politischen Gründen entlassen, 1990 jedoch als Chefredakteurin wieder eingestellt. Diese Position hatte sie zwei Jahre lang inne. Anschließend arbeitete sie für den Verlag Ivo Železný in Prag. Zuletzt war sie 2011 als Lehrerin für Tschechische Sprache und Literatur am Gymnázium J. K. Tyla tätig.
Ende der 1960er begann Chytilová Gedichte in der lokalen Zeitung Pochodeň zu veröffentlichen, in den folgenden zwei Jahrzehnten publizierte sie unter anderen in den Zeitschriften Mladý svět, Literární měsíčník und Mladá fronta, später dann vor allem in der Literární noviny.
1977 erschien ihr erster Gedichtband Dopisy (wörtlich übersetzt „Briefe“) im Kruh-Verlag. Dabei handelte es sich um Liebesgedichte. Es folgten Třetí planeta („Der dritte Planet“), Proč racek přemýšlí („Warum denkt die Möwe nach“), wo sie das Thema Kindheit aufgriff, und Průsvitný Sisyfos („Der durchsichtige Sisyphus“). In Nebe nadoraz (1995) wandte sie sich religiösen Themen zu. Chytilová schreibt moderne, reflexive, um Originalität bemühte Poesie. Sie spielt mit dem Klang von Wörtern und ihrer etymologischen Verwandtschaft.
Chytilová  übersetzte in den 1990er Jahren auch Werke anderer Autoren aus dem Deutschen ins Tschechische, u. a. von Henry Seymour, Martin Eisele, Brigitte Huber und Charlotte Lamb.

## Werke
- Dopisy. Kruh, Hradec Králové 1977.
- Třetí planeta. Melantrich. Prag 1979.
- Manchmal schreibt mir das Weibchen des Kuckucks: Gedichte. Mit László Nagy. Deutsch von Reiner Kunze. Pongratz, Hauzenberg 1982, ISBN 978-3-923313-07-5.
- Proč racek přemýšlí. Kruh, Hradec Králové 1984.
- Průsvitný Sisyfos. Kruh, Hradec Králové 1988.
- Nebe nadoraz. Alternativa JM, 1995, ISBN 80-900733-3-6.

## Übersetzungen
- Charlotte Lamb: Z lásky k rodině. (Aus Liebe zur Familie). Ivo Železný, Prag 1993, ISBN 80-237-0691-8.
- Henry Seymour: Nebezpečná plavba sladkých hrdliček. (Gefährliche Bootsfahrt der Liebesamseln). Ivo Železný, Prag 1993, ISBN 80-237-0631-4.
- Martin Eisele: Zamilovaná do své krásy. Ivo Železný, Prag 1994, ISBN 80-237-0734-5.
- Susanne Maas: Schůzka po francouzsku. (Rendezvous auf französisch). Ivo Železný, Prag 1994, ISBN 80-237-1132-6.
- Nadia Nottingham: Kouzelná mezihra. (Zauberhaftes Zwischenspiel). Ivo Železný, Prag 1994, ISBN 80-237-1122-9.
- Edith Schapelwein: Přírodní kosmetika od hlavy k patě. Ivo Železný, Prag 1995, ISBN 80-237-2210-7.
- Wolfhart Berg: S vlky výti. (Mit den Wölfen heulen). Ivo Železný, Prag 1995, ISBN 80-237-3504-7.
- Brigitte Huber: Muž, který se ke mně hodí. (Der Mann, der zu mir passt). Ivo Železný, Prag 1997, ISBN 80-237-2404-5.
- Bedrich Rohan: Kafka bydlel za rohem. (Kafka wohnte um die Ecke). Brána, Prag 1997, ISBN 80-85946-73-4.
- Max Lüscher: Čtyřbarevný člověk. (Der 4-Farben-Mensch). Ivo Železný, Prag 1997, ISBN 80-237-3491-1.
- Astrid Seele: Ženy kolem Goetha. (Frauen um Goethe). Brána, Prag 1998, ISBN 80-7243-007-6.